# هاري بيل (لاعب كرة قدم)
هاري ديفيد بالراج بيل (بالإنجليزية: Harry David Balraj Pell)‏ هو لاعب كرة قدم إنجليزي محترف، من مواليد 21 أكتوبر 1991، يلعب كلاعب خط وسط لنادي ويمبلدون.

## روابط خارجية
- هاري بيل على موقع قاعدة بيانات كرة القدم.إي يو (الإنجليزية)
- هاري بيل على موقع Soccerbase.com (لاعب) (الإنجليزية)